# Mouvement Sufan
Le mouvement Sufan (chinois simplifié : 肃反运动 ; chinois traditionnel : 肅反運動 ; pinyin : sufan yundong), pleinement connu sous le nom de « mouvement pour éliminer les contre-révolutionnaires cachés » (chinois simplifié : 肃清暗藏的反革命分子运动 ; chinois traditionnel : 肅清暗藏的反革命分子運動), était une campagne politique contre les opposants politiques en république populaire de Chine dirigée par le président Mao Zedong,,,,. Le terme « Sufan (肃反) » est l'abréviation de « éliminer les contre-révolutionnaires »,.
Le mouvement a commencé en juillet 1955 et a duré jusqu'à la fin de 1957. Mao Zedong considérait que 95% étaient de bonnes personnes et les 5% restants étaient des « contre-révolutionnaires » qui devaient être éliminés au sein du Parti communiste, des agences gouvernementales et d'autres institutions du pays,,,. Selon des chercheurs, des centaines de milliers de personnes ont été arrêtées pendant le mouvement et 53 000 personnes au total ont été tuées,,,.

## Bref historique
Le 1er juillet 1955, le Comité central du Parti communiste chinois a publié une « Directive sur le lancement d'une lutte pour nettoyer les éléments contre-révolutionnaires cachés (关于展开斗争肃清暗藏的反革命分子的指示) ». La cible principale du mouvement Sufan était les contre-révolutionnaires, tels que les intellectuels non communistes.
Cependant, le Mouvement Sufan contrastait avec la précédente « campagne pour réprimer les contre-révolutionnaires » qui visait principalement les anciens affiliés du Kuomintang,. Le mouvement Sufan est considéré comme une suite de la critique de Hu Feng,.
Le 25 août 1955, une autre ordonnance a été émise: « Directive sur la purge et le nettoyage en profondeur des contre-révolutionnaires cachés (关于彻底肃清暗藏的反革命分子的指示) »,. Le nouvel ordre a résumé les résultats du mouvement en juillet comme « 29 239 mauvais éléments ainsi que 12 488 contre-révolutionnaires ont été révélés »,.
Le mouvement Sufan a pris fin à la fin de 1957, tandis que la « campagne anti-droitiste » à l'échelle nationale a été lancée la même année[réf. souhaitée].

## Le bilan des morts
Des chercheurs chinois ont souligné que pendant le mouvement Sufan, plus de 1,4 million d'intellectuels et de fonctionnaires ont été persécutés, 214 000 personnes arrêtées et 53 000 morts au total,,,,.
D'un autre côté, certains ont affirmé qu'au moins des centaines de milliers de personnes étaient mortes. Jean-Louis Margolin a fait valoir que 81 000 personnes ont été arrêtées et 770 000 personnes sont mortes.